# Plymouth (automobil)
Plymouth je bila američka marka automobila, koju je od 1928. do 2001. godine na tom tržištu prodavao Chrysler.
Plymouth se od početka usredotočio na proizvodnju jeftinijih automobila i većinu svog vijeka bio je treća najprodavanija marka u SAD-u, nakon Chevroleta i Forda, ali je imao i loše trenutke u ranim šezdesetima zbog linije loše dizajniranih automobila kao što je Plymouth Barracuda, koji nisu previše zanimali većinu ljudi, i ubacivanja jeftinijih izvedbi luksuznijih Dodgeovih modela u svoju ponudu.
U ranim sedamdesetima marka ponovno postiže uspjeh s popularnim kompaktnim modelima Valiant i Duster, ali od Chryslerovih financijskih nevolja krajem tog desetljeća nikad se nije u potpunosti oporavila.
Chrysler je planirao u ponudu ubaciti luksuznije i prepoznatljive modele prije nego što je korporaciju kupio Daimler-Benz. Prvi takav model bio je moderni hot rod Prowler, a drugi je trebao biti PT Cruiser. Oba modela bila su dizajnirana u retro stilu i najavljivala su nove dizajnerske smjernice tvrtke.
No, nakon Daimler-Benzove kupnje Chryslera i nastanka koncerna DaimlerChrysler, Plymouth osim Prowlera nije imao nijedan originalni model, jer su svi ostali zapravo bili Dodgeovi s drugom značkom i imenima, što je na kraju rezultiralo odlukom koncerna da 2001. ugasi marku. PT Cruiser se tada počeo proizvoditi pod Chryslerovom značkom, koju su dobili i Prowler, čija je proizvodnja prestala 2002., te Voyager, koji je odmah predstavljen u novoj generaciji.